# José Vasconcelos
José Maria Albino Vasconcelos Calderón (Oaxaca, 27 de fevereiro de 1882 - Cidade do México, 30 de junho de 1959) foi um advogado, político, escritor, educador, funcionário público e filósofo mexicano.
Antigo reitor da Universidade Nacional do México e mais tarde criador do lema e do escudo da UNAM. Em 1925, escreveu o seu mais conhecido ensaio filosófico, intitulado «A raça cósmica — missão da raça libero-americana», no qual sustenta sempre a tese de que, através da mestiçagem entre três das principais raças humanas — a branca (dos colonizadores), a negra (dos escravos importados da África) e a amarela ou vermelha (dos nativos) —, as duas nações da Península Ibérica (Portugal e Espanha) haviam criado na América Central e Meridional a primeira raça de síntese do mundo, uma raça consequentemente com poder para transformar o mundo.
Encontra-se colaboração de sua autoria no jornal A República Portuguesa (1910-1911).